# ОДО (клуб по хоккею с мячом, Рига)
Команда Рижского Окружного Дома Офицеров в 1950—1955 годах представляла Латвийскую ССР в чемпионате СССР по хоккею с мячом.

## История команды
После вхождения Латвии в состав СССР хоккей с мячом, к этому времени утративший свои позиции в республике, возродился на базе Окружного дома офицеров. Команда комплектовалась за счёт многочисленных российских игроков, переведённых по службе в Ригу. Так ОДО стал вице-чемпионом СССР в 1953 году, имея в составе единственного этнического латыша — Мартинса Петерсонса.
В 1950—1953 годах армейская команда участвовала в трёх чемпионатах СССР в классе «А», а в 1951 году выиграла турнир в классе «Б». В 1954 году команда отказалась от участия в чемпионате СССР, но играла в чемпионате Риги и выиграла Кубок Латвии, участвовала в Кубке СССР.
В Кубке СССР команда участвовала в 1949—1954 годах, полуфиналист 1951 года.
Но в эти года хоккей с мячом в республике был уже сильно потеснён быстро развивающимся хоккеем с шайбой, и в 1955 году, несмотря на серебряные медали 1953 года, рижская команда мастеров прекратила своё существование.

## Достижения
- Чемпионат СССР:

- Второе место: 1953

## История выступлений вчемпионате СССР[1]
- 1950 — 15 место
- 1951 — 1 место в классе «Б»
- 1952 — 6 место
- 1953 — 2 место
- 1955 — 9 место в классе «Б»